# Rábín
Rábín (deutsch Rabin) ist eine zum Ortsteil Holečkov der Gemeinde Malovice gehörige Ansiedlung in Tschechien. Sie liegt vier Kilometer nördlich von Netolice und gehört zum Okres Prachatice.

## Geographie
Rábín befindet sich in den als Nettolitzer Hügelland bezeichneten nördlichen Ausläufern des Blanský les. Nordwestlich erhebt sich der Hügel Lomec (552 m). Östlich von Rábín verläuft die Eisenbahnstrecke von Zliv nach Netolice, die nächste Bahnstation „Holečkov“ liegt einen knappen Kilometer südlich.
Nachbarorte sind Nestanice und Černěves im Norden, Malovice im Nordosten, Nová Hospoda und Lékařova Lhota im Osten, Podeřiště im Südosten, Hradiště im Süden, Holečkov im Westen sowie Truskovice im Nordwesten.

## Geschichte
An Stelle des Gutes Rábín befand sich früher das Dorf Vrabinec. Kurz vor 1540 verkaufte der Besitzer Mikuláš Budkovský von Budkov Vrabinec zusammen mit Nestanice und Černěves an Diviš und Bohuslav von Malovice auf Libějovice. Später wurde das Dorf durch Diviš Sohn an Jan von Malovice veräußert und um 1598 lag es wüst.
Auf seinen Fluren entstand auf der Wüstung der Vorwerkshof Rabyně. Im 17. Jahrhundert wurde er zu einem mit Sgraffiti verzierten Renaissanceschloss ausgebaut. Unter den Schwarzenbergern wurde Rabín um eine Schäferei und Brennerei erweitert. Gepfarrt war Rabín zur Kirche auf dem Lomec.
1850 erfolgte in Böhmen zwecks Modernisierung der Landwirtschaft die Gründung von zwei Landwirtschaftsschulen. Franz Anton Graf von Thun und Hohenstein ließ im Meierhof Liebwerd bei Tetschen eine deutsche Ackerbauschule einrichten, die von Anton Emanuel von Komers geleitet wurde. Auf dem Hof Rabin errichtete Fürst Johann Adolf II. zu Schwarzenberg die böhmische Landwirtschaftsschule, als deren erster Direktor bis 1857 Franz Horsky fungierte. Nach der Aufhebung der Patrimonialherrschaften bildete Rábín ab 1850 eine Ansiedlung der Gemeinde Malovice im Bezirk Prachatice. 1891 wurde die Landwirtschaftsschule geschlossen. Seit 1928 ist Rábín dem Ortsteil Holečkov zugeordnet. Von 1949 bis 1961 gehörte der Ort zum Okres Vodňany.

## Persönlichkeiten
- Franz Horsky war von 1850 bis 1857 Direktor der Landwirtschaftsschule Rábín.

## Sehenswürdigkeiten
- Wallfahrtskirche der Jungfrau Maria auf dem Lomec, nordwestlich von Rábín
- keltische Burgstätte bei Hradiště